# Karmen Stavec
Karmen Stavec, född 21 december 1973 i Västberlin, slovensk artist. 
Hon återvände till sina föräldrars hemland Slovenien och bildade duon "4 Fun". 1998 påbörjade hon sin solokarriär.
Karmen har tävlat i den slovenska Melodifestivalen (EMA) fem gånger. Första gången var 1998, då hon sjöng duett med Patrik Greblo och därefter 2001. 2002 deltog hon med låten Se in se och blev tvåa, men vann National Finals Song Contest senare under året. Hon kom tillbaka i EMA 2003 med låten Lep poletni dan, som hon vann tävlingen med. Till Eurovision Song Contest 2003 i Riga översattes texten till engelska och fick titeln Nanana, men lyckades inte så bra och kom på 23:e plats. 2009 tävlade hon återigen i EMA med bidraget A zi zelis, men fick se sig slagen av gruppen Quartissimo.